# بخش بیاره
بخش بیاره یا بخش هورامان (به کردی سورانی: ناحیهٔ هه‌ورامان) بخشی است در شهرستان حلبچه در استان سلیمانیه عراق.
این بخش ۱۹ روستا را در بر می‌گیرد.